# ダリア・ドゥギナの暗殺
ダリア・ドゥギナは、2022年8月20日21時45分（モスクワ時間）ごろにモスクワ郊外で爆殺された。
毎年恒例の伝統的フェスティバルに参加した後、車でモスクワに向かっている最中だった。捜査官はこの車の車内に車爆弾が仕掛けられていたと述べた。
なお、ダリアが意図的に狙われたのか、あるいは父親が標的だったのか、または両方を殺すことだったのかはわかっていない。

## 時系列

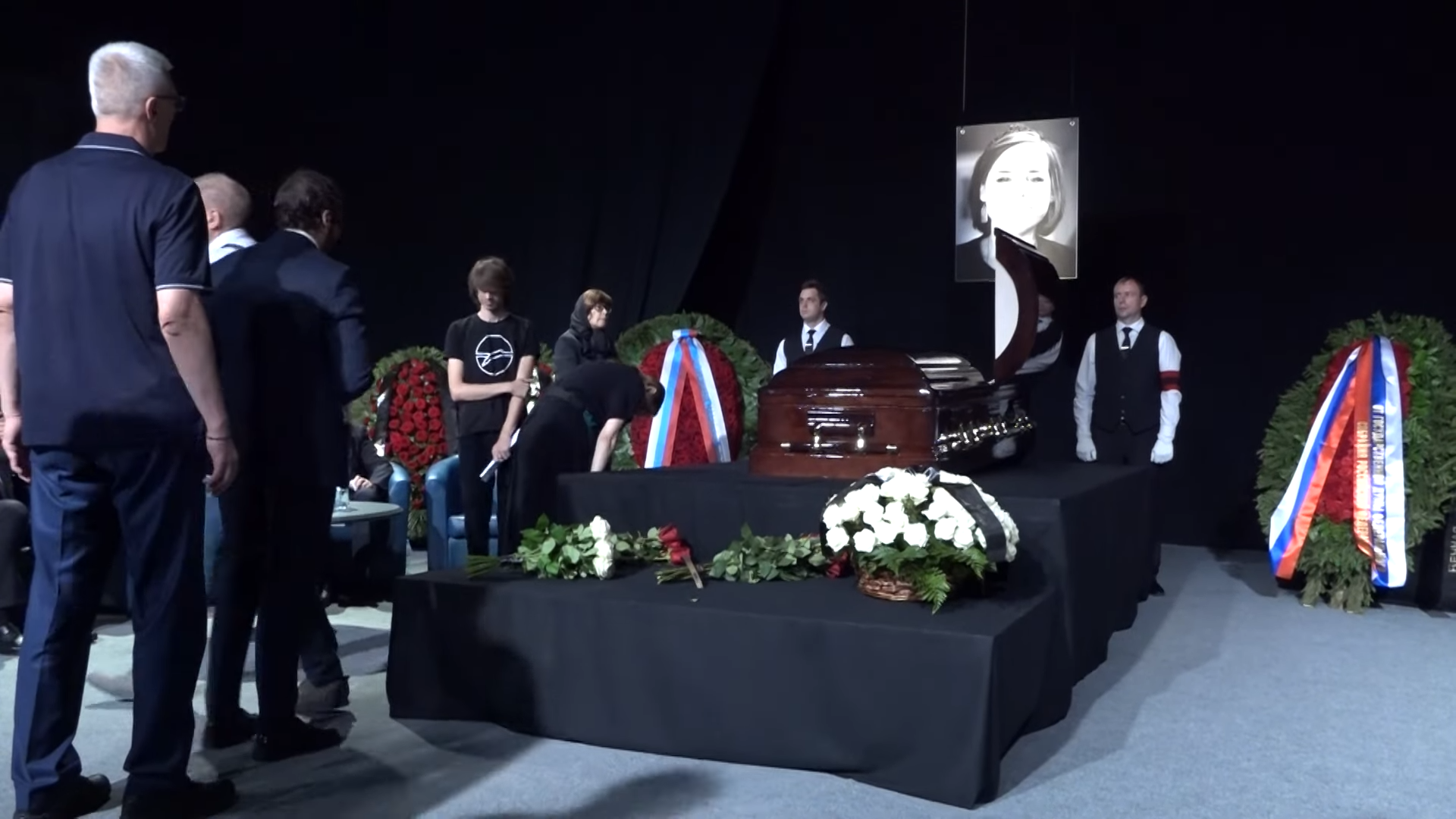
ダリアの棺

8月20日、ダリアとその父親、アレクサンドル・ドゥーギンは音楽祭に参加するためにモスクワ郊外に移動する。事件が起きたのはその帰りのことだった。父親は爆発の数分前に車から下車していた。
ロシア当局はランドクルーザープラドを運転するダリアが爆発を受け、死去したことを確認した。ロシア国内においても著名な人物として知られていたため、この出来事はロシアの大衆に大きな衝撃を与えた。現在も調査が進んでおり、法医学専門家、エンジニアリングの人物らによって調査が進められている。捜査当局は、刑法に基づいて刑事事件として調査を開始。地元警察は同時に犯人捜索も進めている。
これについてデニス・プシーリンはウクライナがアレクサンドルを殺害しようとしたと非難。だがこの発言に根拠はない状態である。
アメリカ合衆国国務省は、この事件について問われ「アメリカでは民間人を意図的な標的にした場合、明確に非難する」と述べている。ネッド・プライスは、記者会見において「ワシントンが攻撃の背後にある人物を認知しているかどうかについては言及しなかったが、ロシア側が「ある結論」を提示することは間違いない」と述べた。
一方でロシア連邦保安局（FSB）は、ウクライナの諜報部隊が殺害したと非難している。その一方、ウクライナ側はこの事件について否定を続けている。
8月22日、連邦保安局は、ウクライナ軍の特殊部隊が殺害の背景にあると主張し、その中でも犯人は、爆発後にエストニアに逃亡したウクライナ人女性であると主張した。FSBの主張では、ウクライナ人は前月に娘と一緒にロシアに移動し、デュギナと同じ建物内のアパートを借り、2人ともドゥギナが殺害される前に参加していた同じ音楽祭に出席していたという。
また、容疑者がミニ・クーパーを運転していると言い、容疑者とされる自動車の監視カメラ映像を公開した。なぜ国境を安易に越えられたのかについては、ナンバープレートをドネツク人民共和国のものからカザフスタンのものし、エストニアへと移動したものと主張した。
Interfaxは、共犯者として中年男性のウクライナ人を物資援助を行ったとして指名したと報告した。具体的には、偽のナンバープレートとカザフスタンのパスポートを提供し、ロシア滞在中に爆弾の組み立てを手伝ったと主張。 共犯者もエストニアに逃亡したと主張した。その後の報告書では、暗殺者が駐車場内でドゥギナを尾行し、自身のミニクーパーで追跡したあと、遠隔操作で爆発させたと主張したことを詳述した。
犯人がウクライナ人とされる中でウクライナ政府は関与を否定し、ミハイロ・ポドリャク大統領府顧問は、「私たちはロシアのような犯罪国家ではなく、ましてやテロリストの国などではない」と述べた。しかし2023年10月23日にはアメリカのワシントン・ポスト紙が、ウクライナ保安庁(SBU)がアメリカ中央情報局(CIA)の訓練を受けた上で事件に関与していたと報道している。